# 李超 (足球运动员)
李超（1987年08月15日—），男，山东泰安人，中国足球运动员，现效力于中国足球甲级联赛球队武汉卓尔。

## 生平
1999年，12岁的李超开始接受专业足球训练。他先后辗转泰安体校，淄博体校，北京国安和四川冠城等球队。 2006年初，在四川冠城解散后，他进入新组建的四川队，参加2006年中国足球乙级联赛。在四川队的五年时间里，他有三个赛季在中乙联赛踢球，2008和2009赛季在中甲联赛踢球。
2011年，李超转会加盟中乙新军福建骏豪，并迅速成为球队主力，2011赛季即帮助球队成功升级到中甲联赛。 2013年，他随队北迁石家庄，并成为球队的队长。2014年，他在联赛30场比赛均首发出场，帮助球队获得联赛亚军，历史上首次升级到中超联赛。2015年3月9日，李超在石家庄永昌客场1比2不敌广州恒大的比赛首发出场，上演中超联赛首秀。